# Киршау
Киршау (њем. Kirschau) општина је у њемачкој савезној држави Саксонија. Једно је од 63 општинска средишта округа Бауцен. Према процјени из 2010. у општини је живјело 2.468 становника. Посједује регионалну шифру (AGS) 14625260.

## Географски и демографски подаци
Киршау се налази у савезној држави Саксонија у округу Бауцен. Општина се налази на надморској висини од 250 метара. Површина општине износи 6,5 km². У самом мјесту је, према процјени из 2010. године, живјело 2.468 становника. Просјечна густина становништва износи 379 становника/km².